# Neoscombrops pacificus
Neoscombrops pacificus és una espècie de peix pertanyent a la família dels acropomàtids.

## Descripció
- Pot arribar a fer 40 cm de llargària màxima.
- 10 espines i 10 radis tous a l'aleta dorsal i 3 espines i 7 radis tous a l'anal.
- 25 vèrtebres.
- 54-56 escates a la línia lateral.[5][6][7]

## Hàbitat
És un peix marí, demersal i de clima tropical que viu entre 60 i 500 m de fondària als vessants rocallosos de les illes i muntanyes submarines.

## Distribució geogràfica
Es troba al Pacífic: el Japó, Samoa, Fiji, Tuvalu i les illes Chesterfield.

## Observacions
És inofensiu per als humans.